# Beekbergen
Beekbergen (també Beekbargen o Bekbargen) és un poble de la província de Gelderland, als Països Baixos, pertanyent al municipi d'Apeldoorn. La població, que està a tocar del bosc de la Veluwe i al sud d'Apeldoorn, es troba envoltada d'arbredes al sud-oest i terres de cultiu al nord-est. A començaments de l'any 2014 s'hi van comptabilitzar 4.473 habitants; d'aquests, tres cinquenes parts vivien al nucli central del poble.
Al centre de Beekbergen hi transcorre el Dorpstraat, carrer on s'hi troben la major part d'establiments comercials i d'oci. També s'hi troba el centre multifuncional "De Hoge Weye", que inclou l'única escola primària del poble, establerta l'any 1818. Als voltants de Dorpstraat hom i pot trobar la Hervormde kerk (església reformista), erigida al segle xv.
Beekbergen va ser fundada en el segle xi després de la construcció de la que era predecessora de l'actual Hervormde Kerk. El 1860 començà un augment de població que s'ha produït sobretot en el segle xx. Aquest creixement de població ha donat al poble la seva grandària actual.
El seu nom està format per les paraules "beek" i "bergen", que en neerlandés signifiquen respectivament: "rierol" i "muntanyes"; fent referència a l'Oude Beek (rierol vell) i els turons de la Veluwe, que hom pot trobar als voltants del poble.

## Història

### Primers pobladors
Durant el Neolític, al voltant del 5.000 a.n.e. es van establir els primers pobladors a l'àrea de la Veluwe. Aquells pobladors vivien del treball de la terra, cremant part dels boscos primitius per tal d'establir-hi camps de cultiu. Com que no utilitzaven fertilitzants, els camps van deixar de ser productius ràpidament i quan això succeí van passar a fer el mateix en altres terrenys. Els camps esgotats i abandonats varen tornar erms. D'aquesta manera van treballar la zona fins al 450 d.n.e. Es troben restes de l'ocupació a Beekbergen en dos túmuls funeraris de l'Edat de Bronze o Neolític, ambdós en els boscos de Beekbergen, i un camp d'enterrament situat a l'actual Achterste Kerkweg del període comprès entre l'any 1100 a.n.e. i el 12 a.n.e.

### Edat mitjana
L'any 450 d.n.e, en l'Alta Edat Mitjana a poc a poc els pagesos van començar a treballar la terra d'una manera diferent; els terrenys varen ser utilitzats de manera més intensiva i es van crear sistemes de camps. Aquests sistemes consistien en terres que alternaven el seu ús com a cultiu i com a terra de pastura per al bestiar. En part a causa d'una greu sequera que es va produir als segles x i xi i per mor de l'ús fet dels camps, aquests terrenys es van convertir en grans extensions de sorra. A més, els boscos també es van veure afectats pel bestiar, que hi corria lliurement. Al final de l'Edat Mitjana hom va descobrir la causa de la transformació dels terrenys en extensions de sorra i es va recisar el pas del bestiar en els boscos. En la primera Edat Mitjana, a més de l'agricultura i la caça, els pobladors vivien de la mineria del ferro en la Veluwe. S'han trobat diversos pous miners a Beekbergen.
També durant l'Edat Mitjana va ser construïda l'església de Beekbergen. En el segle xi va ser encarregada a construir una església feta de maons al lloc on es troba l'edifici actual. Probablement però, va esser construïda amb anterioritat; i hauria sigut el missioner Liudger (742-809) que hi hauria fet aixecar una església de fusta. Per aquest motiu no se n'haurien trobat restes arqueològiques. Degut a la construcció de l'església al lloc de l'actual Dorpstraat, s'establí un assentament al llarg d'aquella via, al sud d'un altre assentament que en aquell moment es trobava al llarg de l'Oude Beek. A l'assentament s'hi trobava ja en l'Edat Mitjana una escola primària, que treballava conjuntament amb l'església del poble.
El primer esment conegut del poble de Beekbergen amb aquest nom prové de l'alta edat mitjana. Així s'ha trobat, segons un escrit del 1243, un document judicial en el Uchtelerberg al costat de Beekbergen (mencionat com a Bekberge). El text exacte en Llatí és "in monte, qui dicitur Uchtelerberg, prope Bekberge". En aquella muntanya a Ugchelen s'hi trobava el Herenhul, on fins al segle xvii s'hi celebraven judicis. En el mateix segle es van començar a explotar els boscos d'aiguamoll que hi havia a la vall de l'Oude Beek. La terra s'utilitzava com a pastura pel bestiar i la mineria va resultar en un augment de la superfície dedicada a l'agricultura.

### Enken

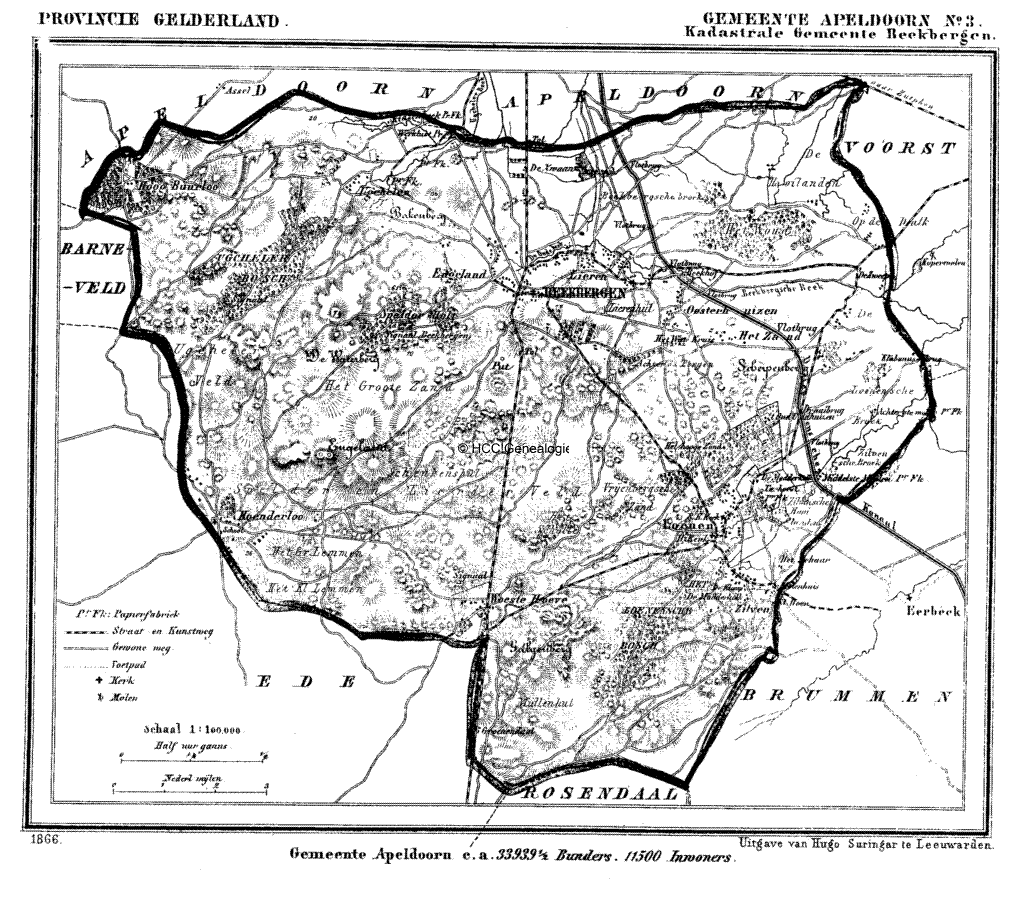
Mapa del cadastre municipal de Beekbergen del 1866. Les fronteres corresponen a les de l'antiga parròquia de Beekbergen fins al 1653

Més endavant, en l'Edat Mitjana, els camps es seguien utilitzant de manera intensiva gràcies a la fertilització amb turba. Els fems s'emmagatzemaven en els corrals d'ovelles. Gràcies a la fertilització, els camps es podien utilitzar permanentment i els pagesos no es van veure forçats a talar més boscos. Els camps van créixer formant un gran complex, un "enk". Beekbergen i els seus voltants van veure's dominats durant un llarg temps per aquest complex, que incloïa Beekbergen, la població veïna de Lieren i als voltants d'aquests pobles. L'"enk" es va delimitar al sud-oest amb un vallat de fusta per evitar la fuita del bestiar, la incrusió d'animals salvatges i prevenir que la sorra entrés volant.
Els agricultors treballaven els camps conjuntament i es van organitzar en una "marke" (marca o comunitat), la Lierder Mark, el terreny de la qual arribava fins a l'actual municipi de Voorst. A més de l'aspecte econòmic, els pagesos també s'organitzaren en una parròquia religiosa, que incloïa Beekbergen, Lieren, Loenen i Hoenderloo. L'església més important d'aquella parròquia es trobava a Beekbergen. Loenen se'n va separar el 1653 i va formar la seva pròpia parròquia.

### Indústria del paper

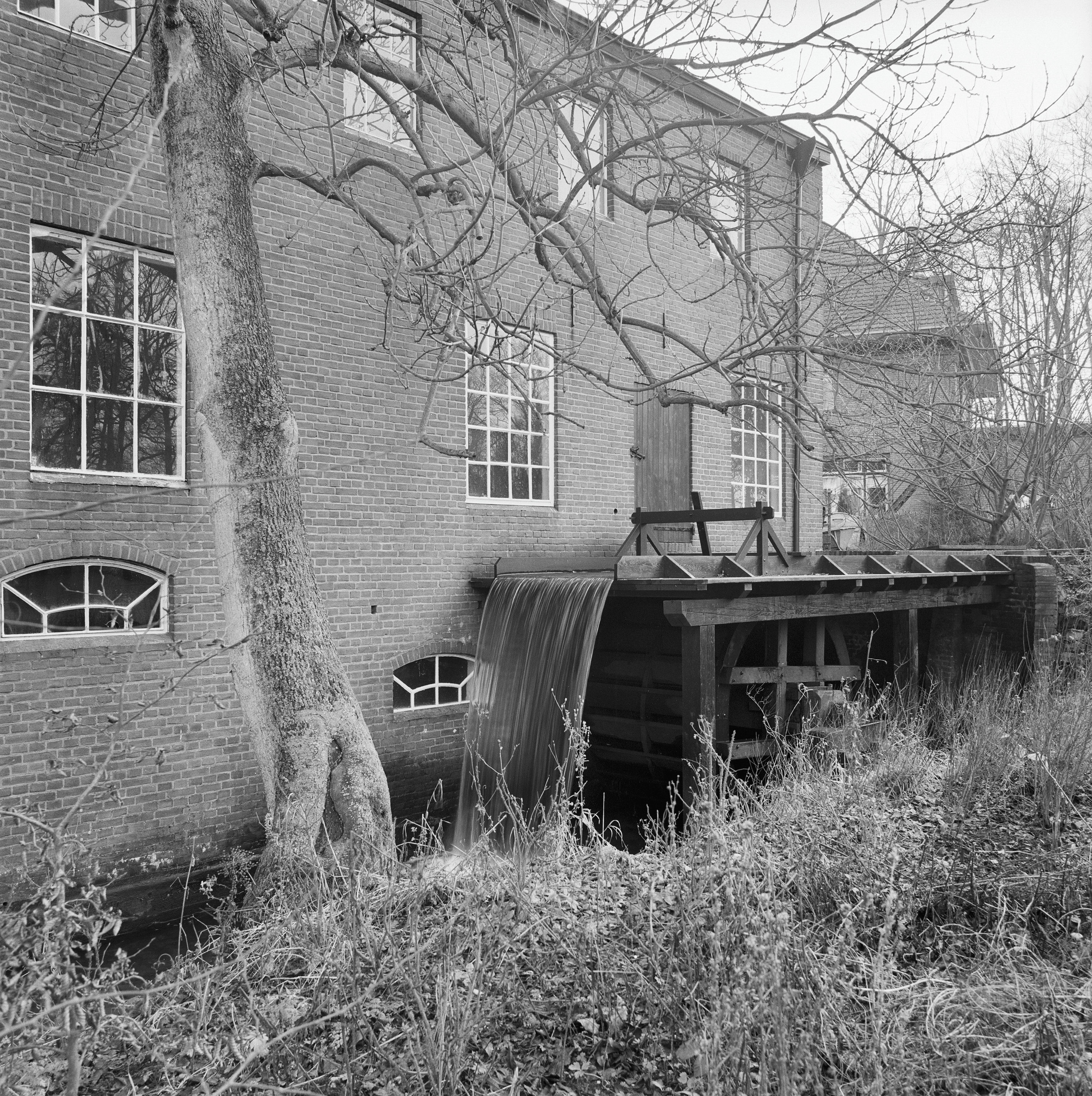
El molí: Ruitersmolen

Cap al final del segle xvi va començar a desenvolupar-se la indústria paperera a la Veluwe. El paper havia de produir-se llavors de manera autosuficient, ja que el subministrament de paper s'havia vist obstaculitzat per les guerres del moment. A Beekbergen es van edificar tres molins d'aigua a la riba de l'Oude Beek: el "Ruitersmolen", construït al voltant de l'any 1963, el Tullekensmolen del 1535 i encara un tercer molí amb el mateix nom, construït abans del 1680. Tots tres molins es van fer servir com a molins de paper des de la seva posada en marxa el 1535. Després el 1601 se'ls va reconvertir en molins fariners. Amb la invenció de la màquina de vapor al final del segle xix, les fàbriques de paper van prendre la seva feina i molts molins de la Veluwe es van convertir llavors en bugaderies.

### Transformació dels voltants
En el segle xix es va començar una reforestació per tal de reduir les extensions de sorra que s'havien creat en l'Edat Mitjana. Les extensions de sorra havien aparegut a causa de l'actuació dels agricultors, arribant en el 1850 al seu punt més algid en la Veluwe. La reforestació va ser finançada per particulars, però més endavant majoritàriament per la companyia Nederlandsche Hiedemaatschappij. En el segle dinou, contra el corrent del moment, es va recuperar i convertir en un important bosc pantanós, el Beekbergerwoud, que fins a la seva recuperació el 1871, va ser conegut com a l'unic bosc verge originari dels Països Baixos. El 1880 es van introduir fertilitzants artificials i per això va deixar de ser necessari mantenir les ovelles. Els fertilitzants artificials també van suposar el final definitiu de les "marke", ja que altres àrees fora dels "enk" també podien ser utilitades per a l'agricultura. Les terres de la "Lierder Mark" van ser venudes a terratinents i ciutadans adinerats. Com que hi havia més terra disponible, els camps dels "enk" van ser reconvertits en boscos i pastures.

### Desenvolupament
En el segle xix es va produir una important millora de les infraestructures a Beekbergen i els voltants, que entre d'altres, es va traduir en l'augment de població que es va iniciar a la dècada de 1860. En són exemples l'obertura del canal d'Apeldoorn el 1868 i la construcció d'un ferrocarril el 1887. A més, també es van pavimentar molts camins de terra. Degut a les millores en la infraestructura, en el segle XX Beekbergen va passar de ser un llogaret consistent en granges establertes al llarg de diverses vies principals, a un poble amb centre urbà i comoditats. També es trobava llavors, al llarg de l'Oude Beek, un segon nucli a l'àrea actual de Beekbergen, que estava separat del nucli al voltant de Dorpstraat. En el segle XX els dos nuclis van créixer ajuntant-se l'un amb l'altre.
Beekbergen també es va convertir en un lloc popular per a institucions mèdiques com llars d'avis i centres de rehabilitació, degut a la seva localització a tocar de la Veluwe. L'entorn natural era efectivament beneficiós per als pacients, especialment per persones amb tuberculosi o malalties del sistema nerviós. D'altra banda, els terrenys als afores del poble eren barats i el 1929, es va edificar a Beekbergen la residència "Het Zonnehuis" i amb això es va convertir en la primera llar d'avis dels Països Baixos. Després de la Segona Guerra Mundial, hi va haver un important canvi en l'àrea rural; el 1954 es va iniciar una redistribució, amb la cual es van dividir parcel·les. Durant aquesta redistribució, també es va modificar lleugerament la xarxa de carreteres.
També en el segle xx va desenvolupar-se el turisme a Beekbergen, propiciat per la seva situació a la vora de la Veluwe. Primer hi havia sobretot pensions per a ciutadans adinerats, però després de la Segona Guerra Mundial es van obrir parcs de lleure, càmpings i hotels. Amb això van desaparèixer la majoria de pensions. La zona és especialment entre el turisme d'interior. La ANWB ajudà al sector turístic amb la creació de rutes ciclistes i senderistes i la senyalització amb fites. A més, l'establiment de la Societat de Ferrocarrils de la Veluwe, que entre d'altres, opera fins a l'estació de Beekbergen, va suposar el 1975 un augment del turisme. Això mateix serveix per al Mercat de nit de la Veluwe, que també es va inaugurar en aquell moment. La fira que s'organitza setmanalment durant els mesos d'estiu atrau entre 8.000 i 15.000 persones.
En la segona meitat del segle XX es va produir a Beekbergen l'augment de població més gran amb la construcció planificada de cases adossades.

## Geografia
Beekbergen està situat a la vora de la Veluwe i també al costat d'una morrena, que es converteix en aquest punt en la vall de l'IJssel. La morrena va ser creada durant la glaciació anomenada Saalien. La geologia del poble amb torrents i terres sedimentàries, el van convertir en un lloc atractiu per a ser habitat. Els sediments arenosos van ser formats durant la Weichselien, en l'última glaciació, ja que amb el Mar del Nord, llavors assecat, el vent va portar la sorra del fons marí a la terra continental dels actuals Països Baixos. L'última glaciació també va causar l'erosió de la morrena, perquè l'aigua corrent fluïa a través dels camps. Com que el sòl estava permanentment glaçat, l'aigua de desgel no podia penetrar la terra. Amb el clima canviant, més humit, es van crear els boscos de Beekbergen i els voltants sobre els sediments de sorra. La desaparició de moltes plantes va suposar més endavant, el sorgiment de terrenys sorrencs en la zona. Més recentment el paisatge de Beekbergen va canviar degut als mètodes agrícoles antics. En són exemple els murs vegetals i els camps oberts emprats per a l'agricultura sobre antics erms.
Travessant Beekbergen hi corre un rierol, l'Oude Beek, que en els segles passats va ser utilitzat per a moure molins d'aigua. Aquells molins d'aigua s'empraven per moldre el gra i per la producció de paper. El rierol transcorre a través d'una conca.

## Demografia
L'1 de gener de 2014 es van comptabilitzar 4.474 habitants a Beekbergen, essent amb això, després d'Apeldoorn mateix, la població més nombrosa del municipi d'Apeldoorn. D'aquest número, 2.565 habitants (57%) vivien al centre del poble. Comparat amb l'any 2000, el nombre d'habitants ha descendit en aproximadament 300 persones. El nombre d'habitatges ha pujat lleugerament durant l'última dècada, de 1.459 habitatges el 2003 a 1.478 el 2012.

## Transport

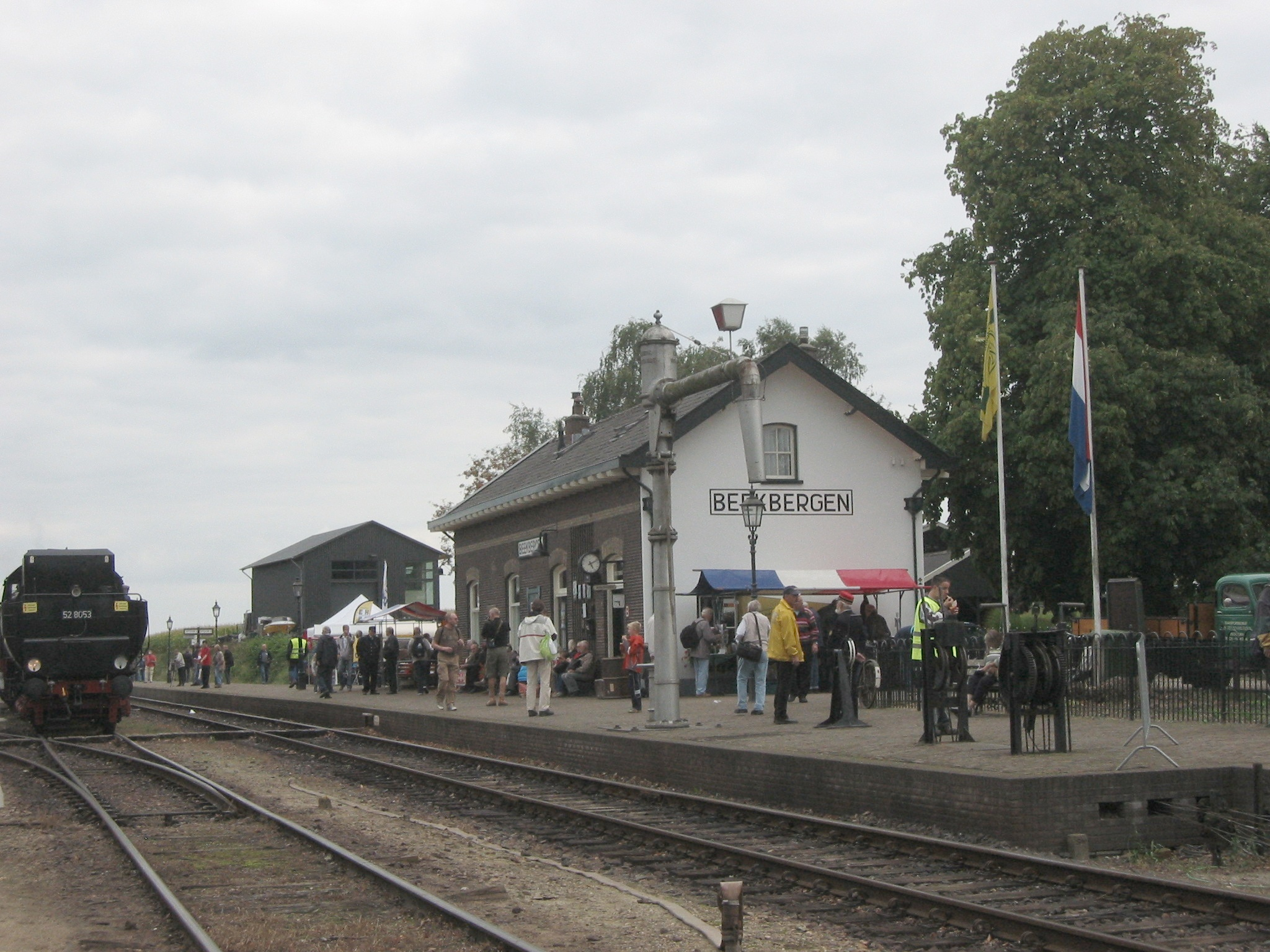

Dues autopistes creuen Beekbergen, la A1, que té una sortida a l'àrea de Beekbergen, i la A50, que té dues sortides en el poble. Al nord de la vila les dues autopistes formen un creuament, que pren el nom de Beekbergen. L'A50 és la via de comunicació més important entre Apeldoorn i Arnhem, però en els segles abans de la construcció de l'autopista, l'Arnhemseweg proporcionava aquesta connexió. El trajecte de l'Arnhemseweg entre la sortida de Hoenderloo i l'A1 a la mitjera amb Apeldoorn, forma l'actual N788. A més de la N788, la N786 també travessa Beekbergen. Aquesta via comença a l'Arnhemseweg i hi passa amb els respectius noms de Dorpstraat, Loenenseweg i Beekbergerweg cap a Loenen, al sud de Beekbergen.
Per Beekbergen hi passa la línia d'autobús 43 entre Apeldoorn i Arnhem. Al llarg d'aquesta línia hi ha sis parades situades a Beekbergen. També hi transcorre a la mitjera entre Beekbergen i Lieren la via de ferrocarrils de Dieren-Apeldoorn, oberta el 1887. Des del 1975, aquesta via és emprada per la Veluwsche Stroomtrein Maatschappij, oferint viatges turístics en trens de vapor.

## Personatges coneguts
Nascuts
- Carel Frederik Wesselman (1746 - 1825), senyor de Helmond
- Evert-Jan Boks (1839 - 1914), pintor neerlandès-belga
- Johnny van Doorn (1944 -1991), escriptor, poeta i ponent
- Frithjof Foelkel (1945) físic, escriptor i instructor de vol
- Marga Kool (1949), escriptora, poetessa i política
- Bea Wiarda (1959), atleta

Traspassats
- Marten Orges (1560 - 1626), peperer
- Henriëtte Sarah Hartsen (1860 - 1946), cap de la família Hartsen
- Anton Harthoorn (1866 - 1937), nadador i jugador de waterpolo
- Adriaan Fokker (1887 - 1972), físic i músic
- Alfred Haighton (1896 - 1943), milionari i financiador de diversos moviments feixistes i nacionalsocialistes
- Gulian Tutein Nolthenius (1904 -1992), alcalde i militar
- Jacques den Haan (1908 -1982), escriptor
- Guus Kiel (1913 -2013), pilot
- Rita Corita (1917 -1998), cantant